# Holendry Baranowskie
Holendry Baranowskie (prononciation : [xɔˈlɛndrɨ baraˈnɔfskʲɛ]) est un village polonais de la gmina de Baranów dans le powiat de Grodzisk Mazowiecki de la voïvodie de Mazovie dans le centre-est de la Pologne.
Il se situe à environ 10 km à l'ouest de Grodzisk Mazowiecki (siège du powiat) et à 38 km à l'ouest de Varsovie (capitale de la Pologne).

## Histoire
De 1975 à 1998, le village appartenait administrativement à la voïvodie de Skierniewice.